# Fobos (mjesec)
Fobos je uz Deimos jedan od dva Marsova satelita. Otkrio ih je astronom Asaph Hall 12. (Deimos) i 18. (Fobos) kolovoza 1877. godine. Pretpostavlja se da su po svom postanku asteroidi nastali u vanjskim dijelovima sunčeva sustava i zarobljeni Marsovim gravitacijskim poljem.
Prema grčkoj mitologiji blizanci Fobos (grč. strah) i Deimos (grč. užas) sinovi su boga Aresa te božice Afrodite.
Fobos, veći od dva satelita, je najbliži svom matičnom planetu od svih satelita u Sunčevu sustavu. Njegova putanja je udaljena od Marsove površine 5 981 km, odnosno 9 378 km od središta Marsa. Za usporedbu, Marsov polumjer iznosi 3 397 km. Fobos je toliko blizu Marsu da ga nije moguće vidjeti iznad otprilike 60° areografske širine. Fobos je također, svojim dimenzijama od 27 × 21.6 × 18.8 km jedan od najmanjih satelita u Sunčevu sustavu. Masa ovog satelita iznosi 1.08 × 1016 kg.

## Fizička svojstva
Infracrvena snimanja pokazala su velike razlike u temperaturi između dnevne i noćne strane ovog satelita. Velika brzina hlađenja i grijanja tla tumači se slojem prašine, debljine oko 1 m, koja prekriva cijeli satelit.
Od reljefnih karakteristika se najviše ističe krater Stickney iz kojeg se šire lanci kraterčića koje su stvorile krhotine iz ovog sudara. Stickney bi se s Marsa mogao vidjeti golim okom. Slično kao udarac koji je stvorio krater Herschel na saturnovu satelitu Mimas, ovaj je udarac skoro razbio Fobos. Prema snimkama letjelice MGS (Mars Global Surveyor), krater Stickney prekriven je debelim slojem fine prašine te gromadama stijenja koje polako klize prema dnu. 
Fobos je prvi put fotografirala letjelica Mariner 7 1969. godine. Zatim ga je drugi put fotografirala letjelica Mariner 9 1971. godine, a zatim su to ponovili američki Viking 1 (1977.) i ruski Phobos 2 (1988.), te Mars Global Surveyor (1998.) Fobos su također fotografirali roveri Spirit i Curiosity te orbiteri Mars Reconnaissance Orbiter i Mars Express. Phobos 2 je otkrio vrlo slabo, ali postojano ispuštanje plinova s površine Fobosa. Nije utvrđen sastav tog plina, ali se sumnja na vodenu paru (voda lako isparava pri slaboj gravitaciji).

## Pad Fobosa na Mars
Fobosov period obilaska Marsa je samo 7 sati i 40 minuta, što je kraće od Marsovog dana (24 h 37 min.). Zbog toga na Marsovom nebu Fobos izlazi na zapadu, a zalazi na istoku. Upravo ova činjenica određuje konačnu sudbinu ovog satelita. Naime, sateliti koji kruže ispod sinkrone orbite (orbita kod koje period obilaska satelita odgovara periodu rotacije planeta) su izloženi dovoljno jakim plimnim silama da su osuđeni na jednu od dvije mogućnosti: pad na matični planet ili pretvaranje u prsten (pretpostavka je da su tako nastali Saturnovi prstenovi). Procjenjuje se da je Fobos već proživio oko 99% svog životnog vijeka, te da će na Mars pasti za 50 do 100 milijuna godina. Brzina približavanja Fobosove putanje Marsu iznosi oko 1.8 cm na godinu. Baš kao što Zemlja svoj mjesec vuče k našem planetu u različitim smjerovima, izaziva podizanje morske razine u oceanima, na primjer, tako Mars utječe drugačije na različitim dijelovima na Fobos. Kako se Fobos približava planetu, privlačenje mjeseca je veoma jako. To je i zato što je Fobos vrlo krhak, s mnogo pora i ruševina. Dok bi se najveći komadi eventualnih spirala u planetu i sudarali na kutu jajolikog izlaza, većina ostataka će zaokružiti Mars milijunima godina do tih komada te također, padati na Mars kao meteorski pljuskovi. Samo će Marsov drugi mjesec, Deimos, ostati postojan. Ako se Fobos raspadne na 1.2 Marsovoga radijusa oko 680 km iznad površine, to će formirati jako uski prsten usporedive gustoće jednog od Saturnovih najmasivnijih prstena. S vremenom bi se i proširio, dosegnuvši vrh atmosfere Marsa u nekoliko milijuna godina, kada će početi gubljenje materijala. Ako se mjesec razbije dalje od Marsa, prsten bi mogao potrajati 100 milijuna godina prije nego padne dolje na Mars.

## Vanjske poveznice
- Astronomska sekcija Fizikalnog društva Split - Fobos i Deimos  Arhivirana inačica izvorne stranice od 29. listopada 2005. (Wayback Machine)